# 17-я Гонконгская кинопремия
17-я церемония Гонконгской кинопремии, на которой были отмечены лучшие фильмы 1997 года, состоялась 26 апреля 1997 года в Гонконгской академии исполнительских искусств, Гонконг. Во время церемонии вручались награды в 17 категориях.

## Статистика
| Фильм                            | номинации | победы |
| -------------------------------- | --------- | ------ |
| • Сёстры Сун                     | 11        | 6      |
| • Счастливы вместе               | 9         | 1      |
| • Городские торпеды              | 8         | 1      |
| • Восемнадцать вёсен             | 7         | 1      |
| • Остров алчности                | 6         | 0      |
| • Сделано в Гонконге             | 5         | 3      |
| • Линия жизни                    | 5         | 1      |
| • Боевая тревога                 | 4         | 0      |
| • Безумный Феникс                | 3         | 1      |
| • Много способов быть первым     | 3         | 0      |
| • Потому что мы так молоды       | 2         | 1      |
| • Родственные души               | 2         | 0      |
| • Кухня                          | 2         | 0      |
| • Любовь не игра, любовь — шутка | 1         | 0      |
| • Спецгруппа                     | 1         | 0      |
| • Мой отец — ничтожество         | 1         | 0      |
| • Лишний умрет                   | 1         | 0      |
| • Американские приключения       | 1         | 0      |
| • Мистер Крутой                  | 1         | 0      |
| • Первая любовь                  | 1         | 0      |
| • Молодые и опасные 4            | 1         | 0      |

## Список номинантов и лауреатов
★ Победители выделены отдельным цветом. 
| Номинация                           | Лауреаты и номинанты                                                                                          | Лауреаты и номинанты                                                                                    | Лауреаты и номинанты                                                                                    |
| ----------------------------------- | --- | --- | --- |
| Лучший фильм                        | | ★ «Сделано в Гонконге» режиссёр: Фрут Чан                                                               | ★ «Сделано в Гонконге» режиссёр: Фрут Чан                                                               |
| Лучший фильм                        | • «Сёстры Сун» режиссёр: Мэйбел Чун                                                                           | | |
| Лучший фильм                        | • «Линия жизни» режиссёр: Джонни То                                                                           | | |
| Лучший фильм                        | • «Боевая тревога» режиссёр: Ринго Лам                                                                        | | |
| Лучший фильм                        | • «Счастливы вместе» режиссёр: Вонг Карвай                                                                    | | |
| Лучшая режиссёрская работа          | | ★ Фрут Чан за фильм «Сделано в Гонконге»                                                                | ★ Фрут Чан за фильм «Сделано в Гонконге»                                                                |
| Лучшая режиссёрская работа          | • Джонни То за фильм «Линия жизни»                                                                            | | |
| Лучшая режиссёрская работа          | • Мэйбел Чун за фильм «Сёстры Сун»                                                                            | | |
| Лучшая режиссёрская работа          | • Ринго Лам за фильм «Боевая тревога»                                                                         | | |
| Лучшая режиссёрская работа          | • Вонг Карвай за фильм «Счастливы вместе»                                                                     | | |
| Лучшая женская роль                 | | ★ Мэгги Чун за фильм «Сёстры Сун»                                                                       | ★ Мэгги Чун за фильм «Сёстры Сун»                                                                       |
| Лучшая женская роль                 | • Полин Сунь за фильм «Остров алчности»                                                                       | | |
| Лучшая женская роль                 | • Шу Ци за фильм «Любовь не игра, любовь — шутка»                                                             | | |
| Лучшая женская роль                 | • Жаклин Нг за фильм «Восемнадцать вёсен»                                                                     | | |
| Лучшая женская роль                 | • Карина Лау за фильм «Родственные души»                                                                      | | |
| Лучшая мужская роль                 | | ★ Тони Люн Чу Вай за фильм «Счастливы вместе»                                                           | ★ Тони Люн Чу Вай за фильм «Счастливы вместе»                                                           |
| Лучшая мужская роль                 | • Лесли Чун за фильм «Счастливы вместе»                                                                       | | |
| Лучшая мужская роль                 | • Лау Чинвань за фильм «Боевая тревога»                                                                       | | |
| Лучшая мужская роль                 | • Тони Люн Ка-фай за фильм «Остров алчности»                                                                  | | |
| Лучшая мужская роль                 | • Че Куаньхоу за фильм «Безумный Феникс»                                                                      | | |
| Лучшая женская роль второго плана   | | ★ Анита Муй за фильм «Восемнадцать вёсен»                                                               | ★ Анита Муй за фильм «Восемнадцать вёсен»                                                               |
| Лучшая женская роль второго плана   | • Элэйн Цзинь за фильм «Сёстры Сун»                                                                           | | |
| Лучшая женская роль второго плана   | • Тереза Ли за фильм «Родственные души»                                                                       | | |
| Лучшая женская роль второго плана   | • Тереза Ли за фильм «Городские торпеды»                                                                      | | |
| Лучшая женская роль второго плана   | • Мишель Йео за фильм «Сёстры Сун»                                                                            | | |
| Лучшая мужская роль второго плана   | | ★ Цзян Вэнь за фильм «Сёстры Сун»                                                                       | ★ Цзян Вэнь за фильм «Сёстры Сун»                                                                       |
| Лучшая мужская роль второго плана   | • Чанг Чен за фильм «Счастливы вместе»                                                                        | | |
| Лучшая мужская роль второго плана   | • Эрик Цан за фильм «Спецгруппа»                                                                              | | |
| Лучшая мужская роль второго плана   | • Пхунь Чханьлён за фильм «Безумный Феникс»                                                                   | | |
| Лучшая мужская роль второго плана   | • Лау Ка-Ин за фильм «Кухня»                                                                                  | | |
| Лучший сценарий                     | | ★ Рэймонд Тоу за фильм «Безумный Феникс»                                                                | ★ Рэймонд Тоу за фильм «Безумный Феникс»                                                                |
| Лучший сценарий                     | • Алекс Ло за фильм «Сёстры Сун»                                                                              | | |
| Лучший сценарий                     | • Джонни Мак за фильм «Остров алчности»                                                                       | | |
| Лучший сценарий                     | • Вай Ка-Фай, Зето Кам-Юэнь, Мэтт Чоу за фильм «Много способов быть первым»                                   | | |
| Лучший сценарий                     | • Фрут Чан за фильм «Сделано в Гонконге»                                                                      | | |
| Лучший новый актёр                  | | ★ Сэм Ли за фильм «Сделано в Гонконге»                                                                  | ★ Сэм Ли за фильм «Сделано в Гонконге»                                                                  |
| Лучший новый актёр                  | • Руби Вон за фильм «Линия жизни»                                                                             | | |
| Лучший новый актёр                  | • Николя Чун за фильм «Потому что мы так молоды»                                                              | | |
| Лучший новый актёр                  | • Кен Вон за фильм «Городские торпеды»                                                                        | | |
| Лучший новый актёр                  | • Лам Бо-Лун за фильм «Мой отец — ничтожество»                                                                | | |
| Лучшая операторская работа          | ★ Артур Вон за фильм «Сёстры Сун»                                                                             | ★ Артур Вон за фильм «Сёстры Сун»                                                                       | |
| Лучшая операторская работа          | • Вон Вин-Хун за фильм «Много способов быть первым»                                                           | | |
| Лучшая операторская работа          | • Чён Маньпоу за фильм «Городские торпеды»                                                                    | | |
| Лучшая операторская работа          | • Марк Ли Пинбин за фильм «Восемнадцать вёсен»                                                                | | |
| Лучшая операторская работа          | • Кристофер Дойл за фильм «Счастливы вместе»                                                                  | | |
| Лучший монтаж                       | | ★ Вон Винмин за фильм «Линия жизни»                                                                     | ★ Вон Винмин за фильм «Линия жизни»                                                                     |
| Лучший монтаж                       | • Энджи Лам, Марко Мак за фильм «Боевая тревога»                                                              | | |
| Лучший монтаж                       | • Фрут Чан за фильм «Сделано в Гонконге»                                                                      | | |
| Лучший монтаж                       | • Кхуон Чилён, Чён Кафай за фильм «Городские торпеды»                                                         | | |
| Лучший монтаж                       | • Уильям Чанг, Вонг Минлам за фильм «Счастливы вместе»                                                        | | |
| Лучшая работа художника             | ★ Эдди Ма за фильм «Сёстры Сун»                                                                               | ★ Эдди Ма за фильм «Сёстры Сун»                                                                         | |
| Лучшая работа художника             | • Рэймонд Ли за фильм «Остров алчности»                                                                       | | |
| Лучшая работа художника             | • Эдди Ма, Кеннет Мак за фильм «Городские торпеды»                                                            | | |
| Лучшая работа художника             | • Янк Вонг, Брюс Юй за фильм «Восемнадцать вёсен»                                                             | | |
| Лучшая работа художника             | • Уильям Чанг за фильм «Счастливы вместе»                                                                     | | |
| Лучшая работа художника по костюмам | ★ Эми Вада за фильм «Сёстры Сун»                                                                              | ★ Эми Вада за фильм «Сёстры Сун»                                                                        | |
| Лучшая работа художника по костюмам | • Сильвер Чанг за фильм «Лишний умрет»                                                                        | | |
| Лучшая работа художника по костюмам | • Дора Нг за фильм «Городские торпеды»                                                                        | | |
| Лучшая работа художника по костюмам | • Уильям Чанг за фильм «Счастливы вместе»                                                                     | | |
| Лучшая работа художника по костюмам | • Янк Вонг, Брюс Юй за фильм «Восемнадцать вёсен»                                                             | | |
| Лучшая постановка экшена            | | ★ Стивен Тун за фильм «Городские торпеды»                                                               | ★ Стивен Тун за фильм «Городские торпеды»                                                               |
| Лучшая постановка экшена            | • Юэн Бун за фильм «Остров алчности»                                                                          | | |
| Лучшая постановка экшена            | • Юэн Бун за фильм «Линия жизни»                                                                              | | |
| Лучшая постановка экшена            | • Саммо Хун за фильм «Американские приключения»                                                               | | |
| Лучшая постановка экшена            | • Команда каскадеров Джеки Чана, Вин Чо за фильм «Мистер Крутой»                                              | | |
| Лучшая музыка                       | | ★ Китаро, Рэнди Миллер за фильм «Сёстры Сун»                                                            | ★ Китаро, Рэнди Миллер за фильм «Сёстры Сун»                                                            |
| Лучшая музыка                       | • Сэйсин Вонг за фильм «Много способов быть первым»                                                           | | |
| Лучшая музыка                       | • Карл Вонг за фильм «Первая любовь»                                                                          | | |
| Лучшая музыка                       | • Е Сяоган за фильм «Восемнадцать вёсен»                                                                      | | |
| Лучшая музыка                       | • Питер Кам за фильм «Городские торпеды»                                                                      | | |
| Лучшая песня                        | | ★ Композитор: Дэнни Вонг • Слова: Вайман Вонг • Исполнитель: Лео Ку за фильм «Потому что мы так молоды» | ★ Композитор: Дэнни Вонг • Слова: Вайман Вонг • Исполнитель: Лео Ку за фильм «Потому что мы так молоды» |
| Лучшая песня                        | • Композитор: Вонг Квок-Лун • Слова: Линь Си • Исполнитель: Леон Лай за фильм «Восемнадцать вёсен»            | | |
| Лучшая песня                        | • Композитор/слова: У Бай • Исполнитель: Энди Лау за фильм «Остров алчности»                                  | | |
| Лучшая песня                        | • Композитор: Дак Лау • Слова: Ричард Лам • Исполнитель: Эрик Чен, Джордан Чан за фильм «Молодые и опасные 4» | | |
| Лучшая песня                        | • Композитор: Отомо Есихидэ • Слова: Ченг Квок-Конг • Исполнитель: Касс Пханг за фильм «Кухня»                | | |
| Профессиональные достижения         | ★ Чор Юэн | ★ Чор Юэн                                                                                               | |